# Stefan Grimm
Stefan Grimm (1963 – 25. September 2014 in Northwood, Middlesex) war ein Biologe und Professor für Toxikologie am Imperial College London. Er arbeitete auf dem Gebiet der Signalkaskaden bei der Tumorentstehung.

## Leben
Nach der Promotion 1994 an der Universität Tübingen war er von 1995 bis 1998 als Postdoc bei Philip Leder an der Harvard University und anschließend als Nachwuchsgruppenleiter am Max-Planck-Institut für Biochemie tätig. Im Jahre 2004 ging Stefan Grimm als Professor an das Imperial College London. 
Einen Monat nach seinem plötzlichen Tod ging eine von ihm mit Verzögerung abgesendete E-Mail bei seinen Institutskollegen ein, die eine Atmosphäre des Mobbings durch Vorgesetzte für seinen Suizid mitverantwortlich machte. So sollen dem als Professor eingestellten unverheirateten Wissenschaftler unter anderem unter Androhung der Entlassung ein Ultimatum mit klaren Vorgaben hinsichtlich Art und Umfang einzuwerbender Drittmittel gestellt worden sein.

## Werk
Der Schwerpunkt von Grimms Arbeiten lag auf den Gebieten der Signalkaskaden und Tumorentstehung. Dabei leistete er grundlegende Beiträge zum Verständnis der molekularen und zellulären Mechanismen des Zelltods im Zusammenhang mit der Entstehung von Krebs. In 20 Jahren veröffentlichte er 50 Artikel in hoch angesehenen Zeitschriften und meldete fünf Erfindungen zum Patent an.

## Publikationen
- Stefan Grimm (Hrsg.), Anticancer Genes, Springer (2014). ISBN 978-1-447-16457-9
- A.-L. Mahul-Mellier, E. Pazarentzos, C. Datler, R. Iwasawa, G. AbuAli, B. Lin, S. Grimm, De-ubiquitinating protease USP2a targets RIP1 and TRAF2 to mediate cell death by TNF, Cell Death and Differentiation 19 (2011) 891-899, doi:10.1038/cdd.2011.185.
- Ryota Iwasawa, Anne-Laure Mahul-Mellier, Christoph Datler, Evangelos Pazarentzos, Stefan Grimm, Fis1 and Bap31 bridge the mitochondria-ER interface to establish a platform for apoptosis induction, The EMBO Journal 30 (2011) 556-568, doi:10.1038/emboj.2010.346.
- Stefan Grimm (Hrsg.), Genetics of Apoptosis, BIOS Scientific Publishers, London, Oxford (2002). ISBN 9781859960646